# Mintonia bani
Mintonia bani är en spindelart som beskrevs av Ikeda 1995. Mintonia bani ingår i släktet Mintonia och familjen hoppspindlar. Inga underarter finns listade i Catalogue of Life.